# Дудко, Степан Иванович
Степа́н Ива́нович Дудко́ (15 ноября 1898 года, село Гирино, ныне Ямпольский район, Сумская область — 23 февраля 1943 года, район деревни Ивановка, Антрацитовский район, Луганская область) — советский военный деятель, генерал-майор (19 ноября 1942 года).

## Начальная биография
Степан Иванович Дудко родился 15 ноября 1898 года в селе Гирино ныне Ямпольского района Сумской области.

## Военная служба

### Гражданская война
В ноябре 1917 года добровольцем вступил в отряд Красной гвардии Краснополывского рудника и затем направлен в Харьков в состав формирующейся отдельной артиллерийской батареи, после чего принимал участие в боевых действиях против германских войск. В апреле 1918 года в бою под станицей Барвенково был контужен и после выздоровления в мае того же года направлен рядовым в красногвардейский отряд № 1 сербских добровольцев, дислоцировавшийся в Тамбове. В июне отряд был преобразован в 1-й Орденский кавалерийский полк в составе 16-й стрелковой дивизии имени В. И. Киквидзе, после чего Дудко принимал участие в боевых действиях на Южном фронте против войск под командованием генерала П. Н. Краснова в районах Камышина, станицы Елань, Поворино, а затем участвовал в наступлении на юг и разгроме белоказаков на Дону.
В марте 1919 года в районе Цимлянска Дудко попал в плен, однако через три дня ему удалось бежать. В августе во время кавалерийской атаки был ранен и после выздоровления вернулся в полк, который вскоре был преобразован в 36-й кавалерийский полк в составе 6-й кавалерийской дивизии (1-я Конная армия).
Летом и осенью 1920 года военком и командир эскадрона Степан Иванович Дудко принимал участие в боевых действиях на Западном фронте в ходе советско-польской войны, а затем на Южном фронте участвовал в боях против войск под командованием генерала П. Н. Врангеля в операции по освобождению Крыма, а с конца того же года — в боевых действиях против вооружённых формирований под командованием Н. И. Махно на юге Украины.
За боевые заслуги в боях против врангелевских войск Дудко в 1920 году был награждён орденом Красного Знамени.

### Межвоенное время
В марте 1921 года направлен на учёбу на 13-е Чугуевские кавалерийские курсы, в июне 1922 года — на 1-е Крымские кавалерийские курсы, дислоцированные в Симферополе, а в сентябре 1923 года — в Тверскую кавалерийскую школу. После окончания школы в июне 1926 года назначен на должность командира эскадрона в составе 45-го кавалерийского полка (11-я кавалерийская дивизия, Приволжский военный округ), дислоцированного в Орске. В октябре 1931 года направлен на учёбу на кавалерийские Курсы усовершенствования командного состава, дислоцированные в Новочеркасске, после окончания которых в мае 1932 года вернулся в 45-й кавалерийский полк, где назначен на должность начальника полковой школы, в марте 1935 года — на должность начальника хозяйственного довольствия 69-го кавалерийского полка (12-я кавалерийская дивизия), а в сентябре 1936 года — на должность помощника командира полка.
В декабре 1937 года вновь направлен на учёбу на Новочеркасские кавалерийские Курсы усовершенствования командного состава, после окончания которых в мае 1938 года назначен на должность командира 88-го кавалерийского полка (12-я кавалерийская дивизия). В том же году за активное участие в гражданской войне и в ознаменование 20-й годовщины РККА Дудко награждён орденом Ленина.
В марте 1941 года назначен на должность командира 28-го мотоциклетного полка (26-й механизированный корпус, а с июня — в составе 19-й армии Северо-Кавказского военного округа).

### Великая Отечественная война
С началом войны находился на прежней должности. В начале июля 1941 года 26-й механизированный корпус был передислоцирован на Западный фронт, где вскоре принимал участие в боевых действиях в ходе Смоленского сражения.
В августе Дудко назначен на должность командира 120-го кавалерийского полка (Орловский военный округ), а в декабре — на должность командира 4-й кавалерийской дивизией (9-й кавалерийский корпус), который вскоре принимал участие в боевых действиях в ходе битвы за Москву.
В марте 1942 года полковник Дудко назначен на должность командира 17-й горнокавалерийской дивизии, которая вскоре принимала участие в ходе Демянской наступательной операции.
В сентябре назначен на должность заместителя командира 8-го кавалерийского корпуса и с 17 по 26 октября исполнял должность командира этого же корпуса, который совместно с 16-м танковым корпусом и 340-й стрелковой дивизий принимал участие в оборонительных боевых действиях западнее Воронежа, а с ноября — в наступательных боевых действиях на донбасском направлении во время Сталинградской битвы. С 12 по 20 ноября 1942 года — начальник штаба Конной армией, которая начала формироваться на Закавказском фронте для глубокого прорыва в дальний немецкий тыл, после отмены решения о её формировании вернулся на прежнюю должность.
С 6 февраля 1943 года 8-й кавалерийский корпус участвовал в ходе глубокого рейда по тылам противника по направлению на станицу Дебальцево, однако в результате понесённых потерь в рейде и не взятии Дебальцево корпус закрепился в районе Чернухино, где ожидал, когда 3-я гвардейская армия прорвут оборону противника, однако этого не произошло и корпус начал вести боевые действия по направлению к линии Юго-Западного фронта, в ходе чего 23 февраля в районе севернее деревни Ивановка (Луганская область) при прорыве штаб корпуса был отрезан и разгромлен. Командир корпуса генерал-майор М. Д. Борисов попал в плен, а генерал-майор С. И. Дудко и командир 112-й кавалерийской дивизии генерал-майор М. М. Шаймуратов погибли на поле боя и был оставлен на поле боя. В 2020 году найден и опубликован документ немецкой 1-й танковой армии от 25 февраля 1943 года, в котором есть информация о месте гибели генерала Дудко С. И.- у деревни Штеровка в 20 км к северу от Красного Луча.

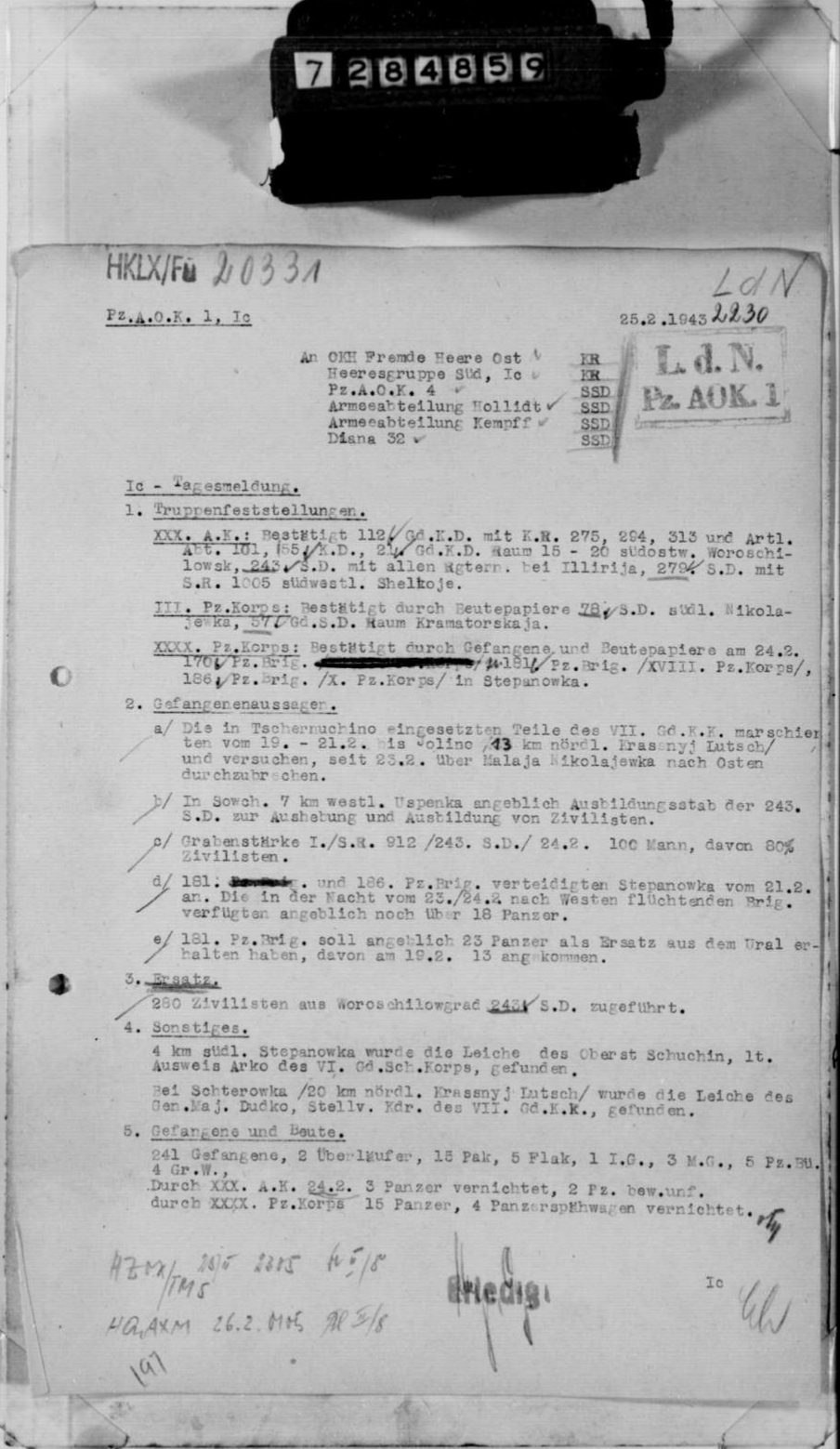

После войны похоронен в братской могиле на Центральной площади им. Шаймуратова посёлка Петровское Краснолуганского горсовета Луганской области (ныне город Петровское Украины).

## Награды
- Орден Ленина (1938);
- Орден Красного Знамени (1920);
- Орден Отечественной войны 1 степени;
- Медаль «XX лет Рабоче-Крестьянской Красной Армии» (1938).